# جون كامبل
جون كامبل (بالإنجليزية: John Campbell )‏ (و. 1720 – 1790 م) هو عالم فلك، وعسكري من المملكة المتحدة . وكان عضواً في الجمعية الملكية .ويحمل رتبة عسكرية vice admiral .
توفي عن عمر يناهز 70 عاماً.

## الخدمة العسكرية
خدم في البحرية الملكية البريطانية.

## جوائز
حصل على جوائز منها:
- زميل في الجمعية الملكية.